# La prima inchiesta di Maigret
La prima inchiesta di Maigret (titolo originale francese La première enquête de Maigret (1913)) è un romanzo poliziesco di Georges Simenon con protagonista il commissario Maigret.
È stato scritto nel 1949, a Tumacacori-Carmen, in Arizona.
È il trentesimo romanzo dedicato al celebre commissario. In realtà questo romanzo è un vero e proprio flashback dove Maigret non è ancora commissario di divisione, ma è un semplice agente di polizia di ventisei anni.
Il romanzo si svolge nell'aprile del 1913 e sebbene Simenon non conoscesse la Parigi dell'epoca (a quel tempo l'autore era un bambino di dieci anni che viveva a Liegi coi genitori e il fratello minore Christian), dà al lettore una buona atmosfera del periodo. Molti sono gli "indizi" che l'autore dà sul suo personaggio: ne La prima inchiesta di Maigret infatti abbiamo una delle prime descrizioni fisiche del (futuro) commissario: magro, dall'aspetto quasi adolescenziale e con dei baffi che poi, da adulto, spariranno. Nel romanzo appare per la prima volta l'amata stufa del Quai des Orfèvres, che lo accompagnerà fino a fine carriera, anche quando nel palazzo di giustizia parigino installeranno un sistema di riscaldamento centralizzato. Ed è anche la prima volta che Maigret sperimenta ed utilizza gli alcolici per gestire la sua pesantezza quando si avvicina alla soluzione del caso.

Nel romanzo c'è un'intensa descrizione, quasi un'idealizzazione, del mestiere del poliziotto o, meglio, dell'investigatore:
(Simenon, Op. cit., p. 87)
L'espressione accomodatore di destini (traduzione di raccommodeur de destinées) tornerà nei romanzi successivi ed è diventata un segno distintivo del personaggio nato dalla fantasia di Simenon. Due anni dopo aver scritto questo romanzo, Simenon scriverà un altro romanzo dedicato al commissario Maigret, Le memorie di Maigret, che è in qualche modo paragonabile a questo per l'esplorazione nel passato del personaggio da lui creato.

## Trama

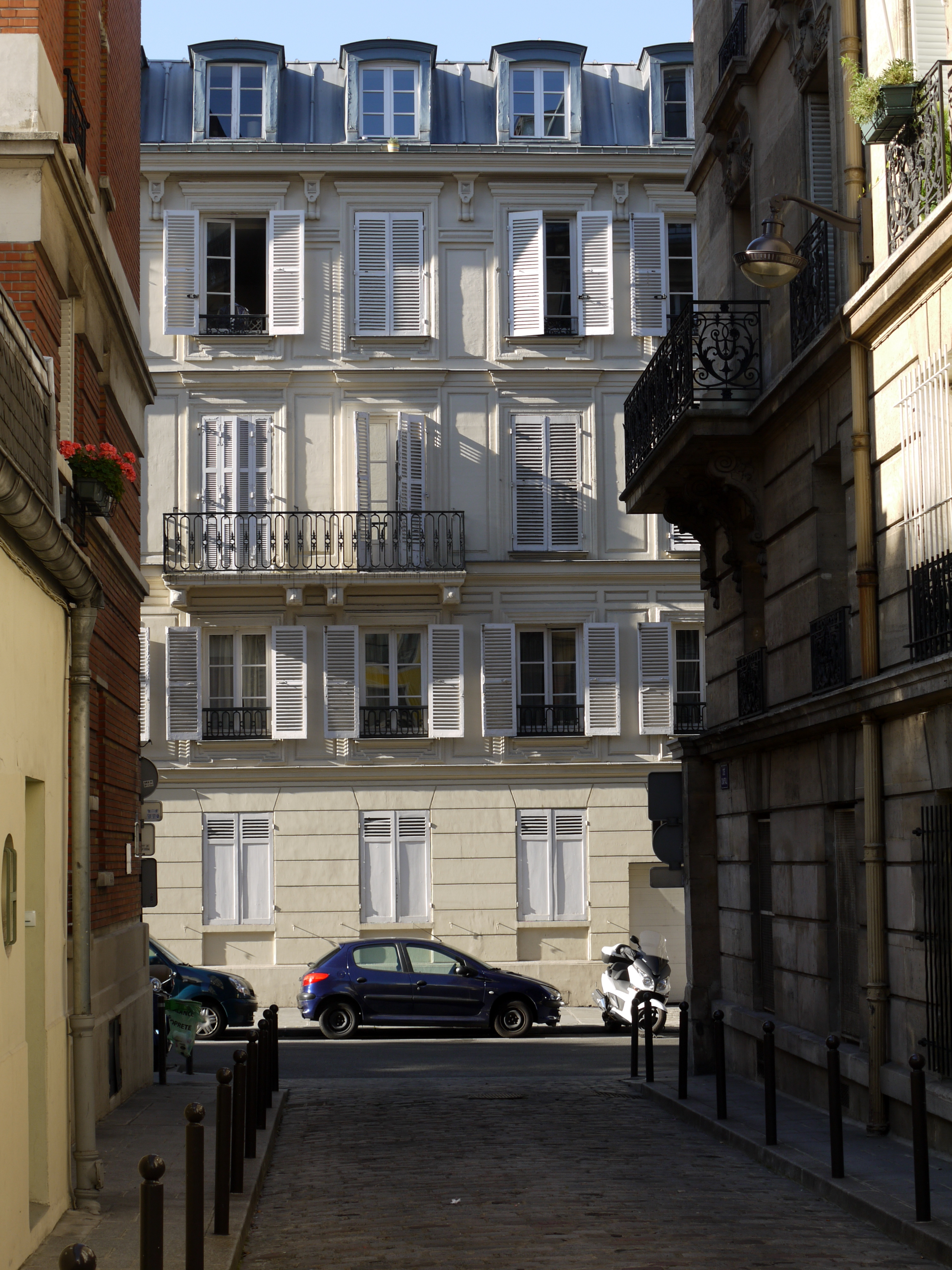
Rue Chaptal

Nella notte tra il 15 al 16 aprile 1913, Justin Minard, un giovane flautista, entra nel commissariato di quartiere di Saint-Georges nel IX arrondissement. Dice al segretario del commissario, tale Jules Maigret, di avere udito un grido di donna e poi uno sparo provenire dall'interno di una villa in rue Chaptal. Maigret accompagna Minard alla villa per effettuare lui stesso un sopralluogo. Richard Gendreau, della potente famiglia Gendreau-Balthazar, lo guida in modo molto ironico e beffardo nella visita alle stanze e ai luoghi della sua proprietà. Maigret non nota nulla di sospetto, eccetto la paura malcelata del vecchio Félicien Gendreau, ma è comunque persuaso che nulla sia completamente chiaro in quel caso che diventerà a tutti gli effetti la sua prima inchiesta e si concluderà con un vero e proprio successo per il giovane poliziotto di quartiere, tanto che Maigret verrà promosso ed entrerà al Quai des Orfèvres nella squadra del commissario Barodet, un suo eroe.

## Edizioni
Il romanzo è stato scritto presso la tenuta Stud Barn di Tumacàcori, antica sede di tre comunità missionarie spagnole, ora parco storico naturale nei dintorni di Tucson, Arizona (USA) dal 22 al 30 settembre 1948, pubblicato per la prima volta in Francia il 15 febbraio 1949, presso l'editore Presses de la Cité. In precedenza era apparso come romanzo d'appendice sul settimanale "Point de Vue/Image du monde".
In Italia è apparso per la prima volta nel 1957, tradotto da Enzo De Michele e pubblicato da Mondadori nella collana "Il girasole. Biblioteca economica Mondadori" (n° 73). Sempre per lo stesso editore è stato ripubblicato in altre collane o raccolte tra gli anni sessanta e novanta (dal 1990 nella traduzione di Lea Grevi). Nel 2001 il romanzo è stato pubblicato sempre con il titolo La prima inchiesta di Maigret, presso Adelphi, tradotto da Alessio Catania, nella collana dedicata al commissario (parte de "gli Adelphi", al nº 196).

## Film e televisione
Un solo adattamento del romanzo per la televisione:
- Episodio dal titolo A Taste of Power, facente parte della serie televisiva Maigret, diretto da Terence Williams e trasmesso per la prima volta sulla BBC il 12 novembre 1963, con Rupert Davies nel ruolo del commissario Maigret.